# Suboficial
Suboficial é a designação de um grupo de postos ou de um posto de praças e graduados nas forças armadas de diversos países.

## Portugal
Nas Forças Armadas Portuguesas a categoria de sargento é uma classe de militares, intermédia entre as categorias de oficial e de praça. Até ao século XIX chamou-se categoria de oficial inferior. 
Os suboficiais dividem-se em duas subcategorias: a dos suboficiais superiores e a dos suboficiais subalternos. A categoria de suboficial abrange os várias postos de sargento, furriel e subsargento.

## Brasil
Na Marinha do Brasil no Exército Brasileiro e na Força Aérea Brasileira, suboficial é a última e mais elevada posição de graduado, imediatamente abaixo do aspirante a oficial. Não é, portanto, integrante do oficialato.
Na Marinha do Brasil, o Decreto nº 19.880, de 17 de abril de 1931, criou o posto de Suboficial, inserido na escala hierárquica entre os oficiais de patente e os sargentos ajudantes. Segundo o referido Decreto (art. 2º), "Este posto substituirá, desde a data deste decreto, graduação de sargento-ajudante que teem os sub-oficiais da Armada." Até a edição do Decreto nº 19.880/31, os suboficiais existiam de fato, situação que foi regularizada com a criação do posto de Suboficial. O Decreto nº 20.214, de 16 de julho de 1931, modificou o plano e o regulamento dos uniformes dos Suboficiais da Armada, prevendo o uso de espada, talim e fiador.

## Estados Unidos
Na Marinha dos Estados Unidos e na Guarda Costeira dos Estados Unidos, o suboficial, em inglês Petty Officer (Pequeno Oficial) , é uma gradução que no sistema de hierarquia da OTAN vai de OR-4 até OR-9, sendo equivalente ao de Sargento e Cabo no Exército americano, Fuzileiros Navais e Força Aérea Americana.
Os suboficiais são dividos em Subalternos e Superiores. A graduação de Suboficial subalterno mais baixa é de Subofical Terceira Classe (OR-4) (Petty Officer Third Class) e vai até Suboficial Primeira Classe' (OR-6) (Petty Officer First Class), depois vem as graduações superiores, conhecidas como Chief Petty Officer (Chefe Suboficial), começando pelo Chief Petty Officer (OR-7), Chefe Suboficial Sênior (OR-8) (Senior Chief Petty Officer) e por fim Chefe Suboficial Mestre (OR-9) (Master Chief Petty Officer).
Os suboficiais também são separados por rating (Especialização), sendo que todos os suboficiais possuem uma. Por exemplo, um Suboficial Segundo Classe que tem como sua especialização Contramestre, será chamado de "Contramestre Segunda Classe".